# Jean-Baptiste Alphonse Dechauffour de Boisduval
Jean Baptiste Alphonse Dechauffour de Boisduval (17. června 1799 Ticheville – 30. prosince 1879 Тicheville) byl francouzský entomolog - koleopterolog, ale hlavně lepidopterolog, lékař a botanik. Jeho autorská značka je „Boisd.“

## Život
V roce 1828 ukončil studium medicíny. Během svého života popsal mnoho nových druhů hmyzu, hlavně z řádů motýlů (Lepidoptera) a brouků (Coleoptera). Jako jeden z nejvýznamnějších lepidopterologů Francie své doby stál u zrodu Francouzské entomologické společnosti (Société entomologique de France). Zpočátku, v začátcích své entomologické kariéry, se zabýval hlavně brouky a spolupracoval s několika významnými francouzskými entomology, jakými byli například Lacordaire a Latreille. Byl kurátorem entomologického kabinetu hraběte Dejean a správcem jeho sbírek v Paříži. Popisy nových druhů pocházely ze sbírek, které nasbírali mnozí významní entomologové a cestovatelé té doby, během svých vědecko-výzkumných expedic. Patřil k nejvýznamnějším lepidopterologům světa a také k zakládajícím členům Société entomologique de France. V letech 1838, 1853 a 1858 byl prezidentem této entomologické společnosti.
Napsal mnoho známých prací s entomologickým obsahem. V civilním životě pracoval jako lékař v Ticheville, kde i zemřel. Působil zde téměř po celý svůj život.
Boisduvalem popsaný materiál se v současnosti většinou nenachází v Paříži. Brouci z čeledi Elateridae se dnes nacházejí v Britském muzeu v Londýně a typový materiál z čeledi Curculionidae je v Muséum des sciences naturelles de Belgique v Bruselu. Motýly odkoupil Charles Oberthür. Lišajovití (Sphingidae) se dnes nacházejí v Carnegie Museum of Natural History v Pittsburghu v Pensylvánii.